# Осек-Малы (гмина)
Осек-Малы (пол. Osiek Mały) — сельская гмина (волость) в Польше, входит как административная единица в Кольский повет, Великопольское воеводство. Население — 5868 человек (на 2006 год).

## Соседние гмины

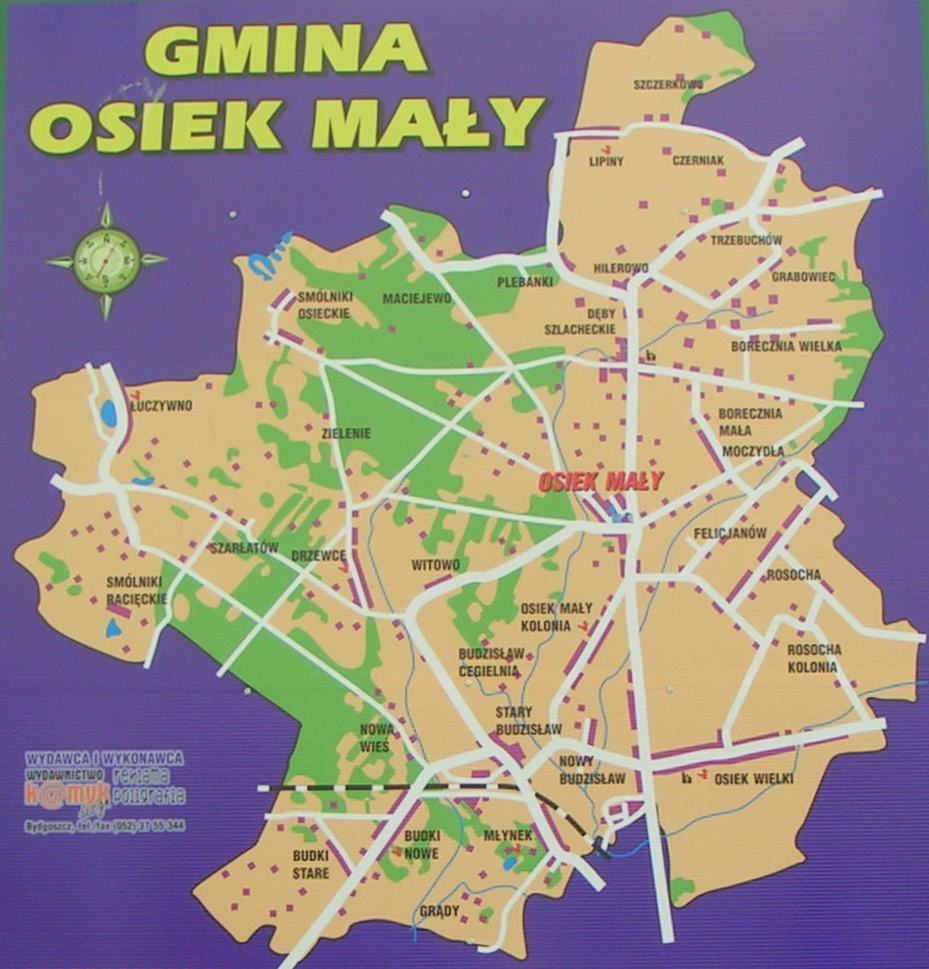
Гмина Осек-Малы

1. Гмина Бабяк
2. Гмина Коло
3. Коло
4. Гмина Крамск
5. Гмина Сомпольно